# Neil Lennon
Neil Lennon (* 25. Juni 1971 in Lurgan, County Armagh) ist ein ehemaliger nordirischer Fußballspieler und jetziger Fußballtrainer. In seiner Laufbahn spielte er unter anderem für Crewe Alexandra, Leicester City und Celtic Glasgow.

## Karriere
Der dynamische, kampfstarke Nordire begann seine Karriere in der Jugend von Manchester City. Nach seinem Debüt im Profiteam wurde Lennon 1990 zu Crewe Alexandra transferiert. Dort empfahl er sich für höhere Aufgaben und wechselte schließlich 1995 zu Leicester City, wo er schnell zu einem Leistungsträger avancierte und dann zu seinem Traumclub Celtic wechselte (Ablöse: 8,625 Mio. Euro im Winter 2000). Lennon war aufgrund seiner „typisch schottischen Spielweise“ einer der beliebtesten Spieler bei den Celtic-Fans, aber auch innerhalb der Mannschaft ein absoluter Führungsspieler und von 2005 bis 2007 Kapitän.
Lennon war Nationalspieler Nordirlands und trug sogar in einigen Spielen die Kapitänsbinde. Nach mehreren Morddrohungen beendete er allerdings nach 40 Länderspielen seine Nationalmannschaftslaufbahn. Nach dem Wechsel zu Nottingham Forest, unterschrieb er im Januar 2008 bei den Wycombe Wanderers und verkündete im April 2008, dass er mit sofortiger Wirkung in den Trainerstab von Celtic wechselt. Nach der Entlassung von Tony Mowbray im März 2010 rückte er als Interimstrainer zusammen mit Johan Mjällby als seinem Assistenten nach. Am 9. Juni 2010 teilte Celtic mit, dass Lennon das Team als Cheftrainer (Manager) in die neue Saison führen werde. Obwohl er erst wenige Wochen Erfahrung in dieser Position hatte. Mit 38 Jahren wurde er der jüngste Trainer in der Geschichte des Klubs. Am 22. Mai 2014 ließ Lennon verlauten, dass er sein Amt nach drei errungenen Meisterschaften und zwei Pokalsiegen niedergelegt habe, aber bei der Suche nach einem Nachfolger noch behilflich sein wolle.
Am 12. Oktober 2014 gab der englische Zweitligist Bolton Wanderers die Verpflichtung von Lennon als neuen Trainer bekannt. Am 15. März 2016 erfolgte die Trennung in beiderseitigem Einvernehmen, nachdem Bolton auf den letzten Platz der Championship abgerutscht war.
Im Juni 2016 wurde er neuer Trainer des schottischen Zweitligisten Hibernian Edinburgh, nachdem Alan Stubbs zu Rotherham United gewechselt war. Die Hibs führte er zum Aufstieg in die Premiership und in den Europapokal. Im Januar 2019 wurde der Vertrag von Lennon in Edinburgh aufgelöst. Im Februar 2019 wurde er neuer Trainer von Celtic, nachdem Brendan Rodgers den Verein verlassen hatte.
Nach einem guten Start in die Saison 2020/21 wurde Lennon aufgrund einer Reihe schlechter Ergebnisse, die mit einer 0:2-Heimniederlage im Old Firm gegen die Rangers am 17. Oktober 2020 begannen, heftig kritisiert. Es folgten das Scheitern in der Qualifikation für die Gruppenphase der Champions League, das Ausscheiden aus der Europa League nach der Gruppenphase und nach der zweiten Runde des Ligapokals, wodurch ein fünftes Triple in Folge nicht mehr möglich war. Als die Fans nach dem Ausscheiden aus dem Ligapokal zu protestieren begannen und die Entlassung von Lennon gefordert wurde, veröffentlichte der Vorstand am 7. Dezember 2020 eine Erklärung, in der er Lennon und dessen Mitarbeitern seine volle Unterstützung zusicherte. Nach einer kurzen Trendwende verlor Celtic am 2. Januar 2021 auch das zweite Old-Firm-Spiel der Saison, wonach erneut die Entlassung Lennons gefordert wurde.
Lennon wurde auch für eine Trainingsreise nach Dubai kritisiert, bei der sich zwei Spieler mit COVID-19 infizierten. Nach der ersten Heimniederlage gegen den FC St. Mirren seit 1990 kam es zu weiteren Fanprotesten. Entgegen voriger Beteuerungen trat Lennon nach einer 0:1-Niederlage gegen Ross County am 24. Februar 2021 zurück.
Am 8. März 2022 unterschrieb Lennon einen Zweieinhalbjahresvertrag als Cheftrainer beim zyprischen Erstligisten Omonia Nikosia und wurde Nachfolger des ehemaligen Rangers-Verteidigers Henning Berg. Bereits nach zweieinhalb Monaten im Amt gewann er am 25. Mai 2022 durch einen Sieg nach Elfmeterschießen gegen Ethnikos Achnas den zyprischen Pokal.
Vor der Saison 2022/23 rekrutierte Lennon mit Adam Matthews und Gary Hooper (Celtic) sowie Brandon Barker (Hibernian) Spieler, die er bereits bei seinen früheren Vereinen trainiert hatte. Nach zwei 2:0-Siegen gegen KAA Gent aus Belgien zog er mit Omonia in die Gruppenphase der UEFA Europa League ein. Am 18. Oktober 2022 wurde Lennon nach einer 0:1-Heimniederlage gegen den Aufsteiger Nea Salamis Famagusta entlassen.
Am 20. Mai 2024 wurde Lennon offiziell als Trainer des rumänischen Erstligisten Rapid Bukarest vorgestellt und schloss sich dem Team mit einem Zweijahresvertrag an. Am 20. August 2024 wurde Lennon nach drei Monaten als Trainer entlassen, nachdem er gerade zwölf Spieler verpflichtet hatte, und sechs Spiele sieglos geblieben war.
Im März 2025 wurde Lennon mit einem kurzfristigen Vertrag bis zum Saisonende zum Trainer des schottischen Zweitligisten Dunfermline Athletic ernannt.

## Persönliches
Neil Lennon stammt aus dem republikanisch-katholischen Viertel im nordirischen Lurgan. Schon als Spieler war er ein Hassobjekt loyalistischer Rangers- und Hearts-Fans gewesen. Als er 2003 einige Wochen vor dem UEFA-Pokal-Finale in Glasgow an einer Roten Ampel stoppte, stürmten drei Rangers-Fans auf sein Auto zu, bespuckten diesen und schrien religiöse Beleidigungen. Als Lennon ausstieg wurde er tätlich angegriffen. Ein anderes Mal wurde er in einem Restaurant im Westen Glasgow attackiert. Als Trainer von Celtic stand er noch stärker im Fokus militanter Rangers- und Hearts-Fans. Er ist für sie der „Fenier“ schlechthin. Im Januar 2011 erhielt er und die beiden nordirischen und katholischen Spieler Paddy McCourt und Niall McGinn Pistolenkugeln zugeschickt. Aufgegeben wurden diese in einem Postamt in der nordirischen Grafschaft Antrim.
2011 erhielt Lennon im März und April über die Royal Mail Briefbomben zugeschickt. Nach den Morddrohungen und Briefbomben bekam Lennon und seine Familie rund um die Uhr Polizeischutz. Im Mai 2011 wurde er während eines Spiels bei den Hearts von einem Fan der Heimmannschaft angegriffen.

## Erfolge
- League-Cup-Sieger: 1997 (1:1 und 1:0 gegen den FC Middlesbrough) und 2000 (2:1 gegen die Tranmere Rovers)
- Schottischer Meister: 2001, 2002, 2004, 2006, 2007
- Schottischer Pokalsieger: 2001, 2004, 2005 2007
- Scottish-League-Cup-Sieger: 2001, 2006
- UEFA-Pokal-Finalist: 2003 (2:3 gegen den FC Porto)